# لوتسک
لوتسک (به اوکراینی: Луцьк) شهری در استان ولین در کشور اوکراین است. جمعیت این شهر ۲۱۷,۱۹۷ نفر (۲۰۲۱ تخمینی) است.

## نگارخانه

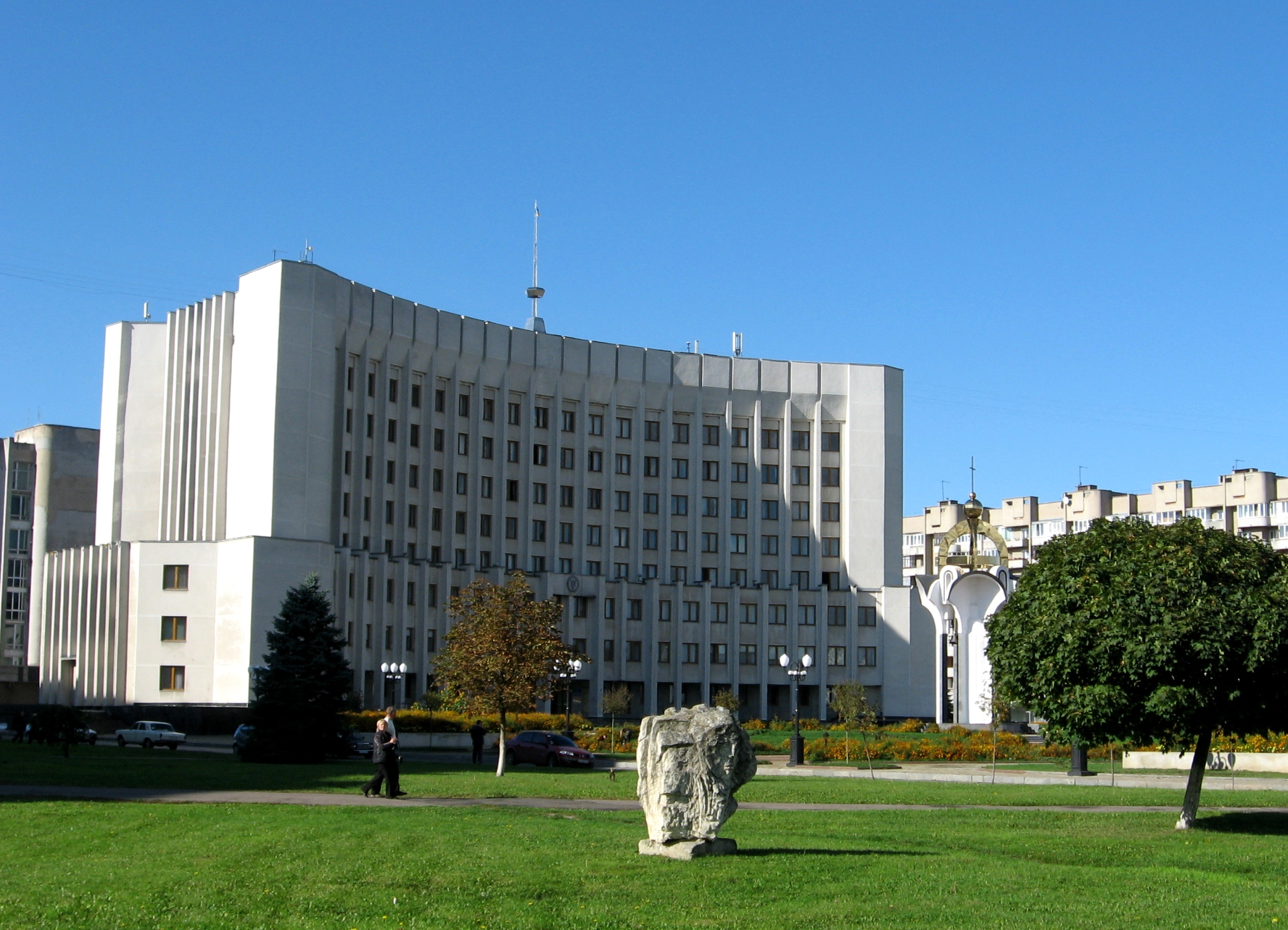
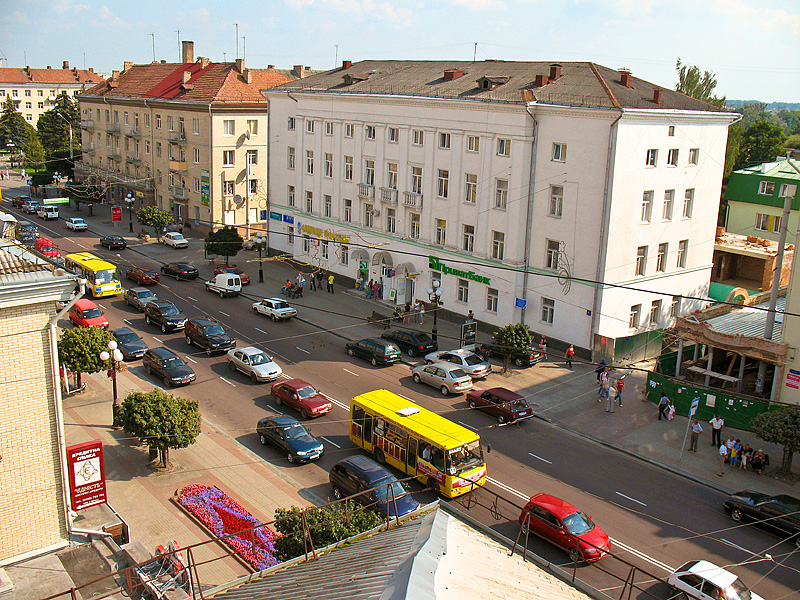
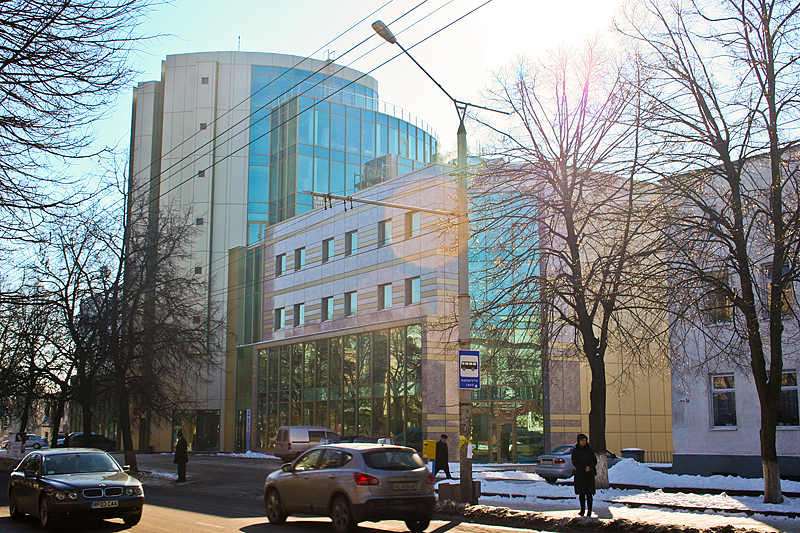
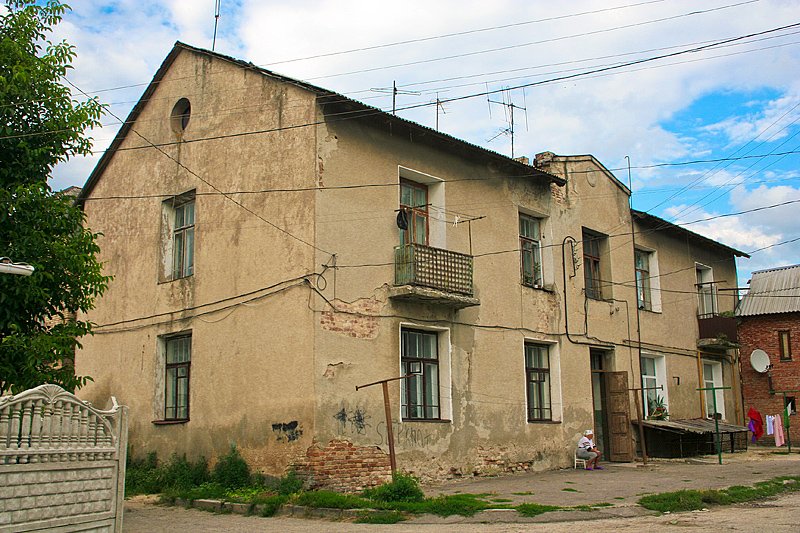
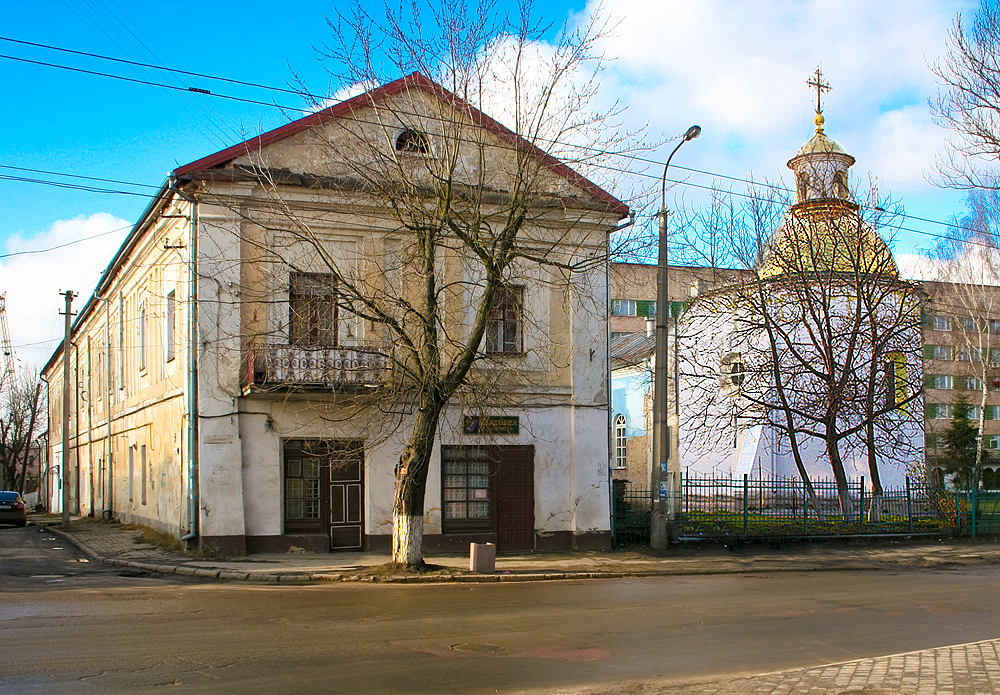
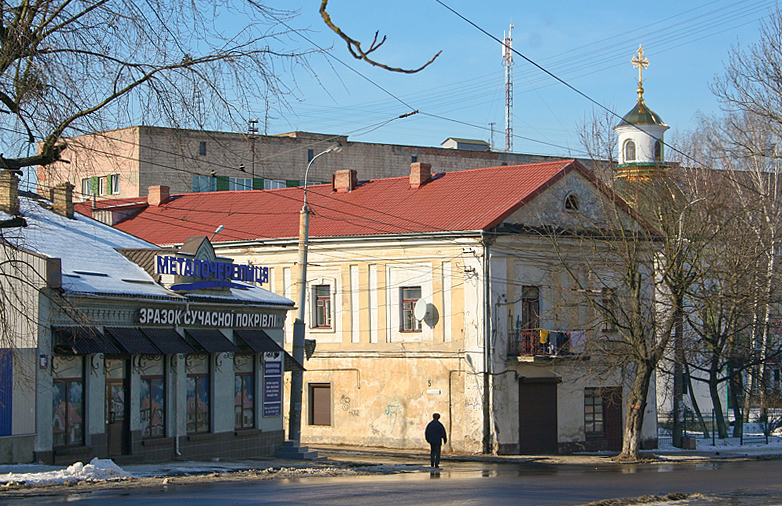
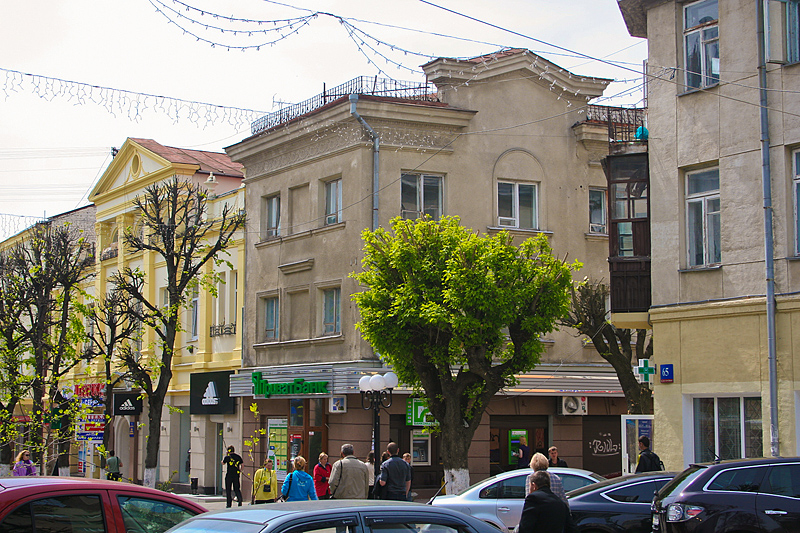